# Kediv
Kediv (osmanskoturško خدیو, latinizirano: hıdiv; arabsko خديوي, latinizirano: khudaywī) je bil častni naslov klasičnega perzijskega izvora, ki se je uporabljal za sultane in velike vezirje Osmanskega cesarstva, najbolj znan pa za podkralj Egipta od 1805 do 1914.
Potrjeno je v perzijski poeziji iz 10. stoletja, od 16. stoletja pa se je uporabljalo kot osmanska čast. V osmansko turščino je bila beseda izposojena neposredno iz perzijščine. Prvič je naziv v Egiptu, brez uradnega priznanja, uporabil Mohamed Ali Paša, etnično albanski guverner osmanskega Egipta in turško-egipčanskega Sudana od leta 1805 do 1848. Prvotni samorazglašeni naziv je osmanska vlada uradno priznala leta 1867 in uporabljal nato Isma'il paša Egiptovski in njegovi dinastični nasledniki do leta 1914. Izraz je v arabščino vstopil v Egiptu v 1850-ih.

## Etimologija
Ta naziv je zabeležen od leta 1867, izposojen je iz francoščine khédive, nato pa iz osmanske turščine خدیو hıdiv, iz klasične perzijščine خدیو khidēv ('gospodar').

## Egipt v 19. in zgodnjem 20. stoletju

### Vilāja (1805–1867)
Po francoski invaziji na Egipt leta 1798 in Napoleonovem porazu egiptovskih sil, ki so bile večinoma sestavljene iz vladajoče mameluške vojaške kaste, je Osmansko cesarstvo poslalo vojake iz Rumelije (balkanske province Osmanskega cesarstva) pod poveljstvom Mohameda Ali Paše, da obnovijo Oblast cesarstva v dotlej osmanski provinci. Vendar pa je po francoskem porazu in odhodu Mohamed Ali prevzel nadzor nad državo in se razglasil za vladarja Egipta ter hitro utrdil neodvisno lokalno bazo moči. Po ponavljajočih se neuspelih poskusih, da bi ga odstranili in ubili, je leta 1805 Visoka porta uradno priznala Mohameda Alija za pašo in vālija (guvernerja) Egipta. Vendar pa je pokazal svoje večje ambicije in zahteval zase višji naziv Khedive, tako kot njegovi nasledniki, Abbas I., Sa'id I. in Ibrahim Paša.

### Kedivat (1867–1914)
Osmansko cesarstvo ni odobrilo uporabe naziva Kediv iz dinastije Mohameda Alija do leta 1867, ko ga je sultan Abdulaziz uradno priznal kot naziv Ismail paša. Poleg tega je Porta sprejela Ismailovo spremembo kraljeve nasledstvene linije, da gre od očeta do sina, namesto brata do brata, kot je bila tradicija v Osmanskem cesarstvu in arabskih dinastijah. Maja 1879 sta Združeno kraljestvo in Francija začeli pritiskati na osmanskega sultana Abdulhamida II., naj odstavi Ismail pašo in to je bilo storjeno 26. junija 1879. Bolj ubogljivi Tevfik Paša, Ismailov sin, je postal njegov naslednik kot novi kediv. Ismail paša je zapustil Egipt in sprva odšel v izgnanstvo v Neapelj, vendar mu je sultan Abdulhamid II. sčasoma dovolil, da se umakne v svojo palačo Emirgan ob Bosporju v Konstantinoplu. Tam je ostal bolj ali manj državni ujetnik do smrti. Kasneje so ga pokopali v Kairu.
Po nacionalističnem Urabijskem uporu leta 1882 je Velika Britanija napadla Egipt v podporo Tevfik paši in vzpostavila okupacijo nad državo. V tem obdobju je dinastija Mohameda Alija pod vodstvom Tevfik Paše in njegovega sina Abasa II. še naprej vladala Egiptu in Sudanu z nazivom kediv, medtem ko je bila še vedno pod nominalno (de jure) osmansko suverenostjo do leta 1914.
Britanci so leta 1914 odstavili Abasa II. Egiptovskega, Egipt pa razglasili za protektorat Britanije, Egiptovski sultanat, ki mu je pod naslovom sultan vladal Abasov stric Husein Kamel.